# نيكولاوس زوربا
نيكولاوس زوربا هو عسكري وسياسي يوناني، ولد في 27 سبتمبر 1844 في أثينا في اليونان، وتوفي بنفس المكان في 12 يونيو 1920. انتخب Minister of Military Affairs of Greece ‏.